# Прокълнати войници
Прокълнатите войници (на полски: Żołnierze wyklęci) е име, което се прилага за различни антикомунистически съпротивителни движения в Полша, които се образуват в последните етапи на Втората световна война и след това. Създадени от някои членове на Полската нелегална държава, тези нелегални организации продължават въоръжената борба срещу сталинисткото правителство на Полша през 50-те години. Методите им включват партизанска война, както и множество военни атаки срещу комунистическите затвори, както и сградите за сигурност на Министерството на обществената сигурност, различни центрове за задържане на политически затворници и концентрационни лагери из цялата страна. Повечето полски антикомунистически групи прекратяват съществуването си в края на 40-те и началото на 50-те години, в резултат от преследванията, организирани от отряди на силите за сигурност на Полша и НКВД. Последния известен „прокълнат войник“, Юзеф Франчак е убит при засада през 1963 г., почти 20 години след съветското завладяване на Полша.
Най-известните антикомунистически съпротивителни организации в сталинистка Полша включват Свобода и Независимост (Wolność i Niezawisłość, WIN), Национални въоръжени сили (Narodowe Siły Zbrojne, NSZ), Национален военен съюз (Narodowe Zjednoczenie Wojskowe, NZW), Тайна полска армия (Konspiracyjne Wojsko Polskie, KWP), Домашна съпротивителна армия (Ruch Oporu Armii Krajowej, ROAK), Гражданска армия Крайова (Armia Krajowa Obywatelska, AKO), NIE (NO е кратка форма на Niepodległość), Делегация на въоръжените сили в страната (Delegatura Sił Zbrojnych na Kraj) и Свобода и Справедливост (Wolność i Sprawiedliwość, WiS). Подобни източноевропейски антикомунистически групи се бият и в други страни (например горяните в България, Бали Комбътар в Албания, Рицарите в Хърватия и други).

## История
С напредването на съветските сили в Полша срещу Нацистка Германия, съветските и полски комунисти, които създават през 1944 година ново правителство, наречено Полски комитет за национално освобождение, осъзнават, че, за да получат пълен контрол над Полша, полската тайна държава, лоялна на полското правителство в изгнание, трябва да бъде премахната. Бъдещият генерален секретар на Полската обединена работническа партия Владислав Гомулка казва, че „Войниците на Армия Крайова са враждебен елемент, който трябва да бъде премахнат безмилостно“. Друг виден комунист Роман Замбровски заявява, че Армия Крайова трябва да бъде „изтребена“.
Армия Крайова (или просто АК) е главното полско съпротивително движение през Втората световна война и официално е разпуснато на 19 януари 1945 година, за да не влезе във въоръжен конфликт с Червената армия, както и поради повишаващата се опасност от гражданска война за полския суверенитет. Много от частите на армията решават да продължат борбата при новите условия, виждайки съветските войски като нови окупатори. Междувременно съветските партизани в Полша вече са получили нареждане от Москва с дата 22 юни 1943 година да влизат в битки с полските Горски партизани. Съветските партизани по-често се бият с поляци, отколкото с германци. Главните сили на Червената армия, Северната група войски и НКВД започват операции срещу партизаните от АК още по време или директно след полската Операция „Буря“. Тази операция е замислена като превантивна акция, целяща да осигури полски, а не съветски контрол над градовете след оттеглянето на германците. Съветският ръководител Йосиф Сталин се опитва да предотврати появата на независима Полша след войната.

### Създаване на антикомунистическата съпротива
Първата структура на Армия Крайова, създадена за борба със съветската заплаха, е NIE (основана в средата на 1943). Целта ѝ е не е да влиза в битки със съветските сили, а по-скоро да ги шпионира и следи, докато полското правителство в изгнание реши как да се справи с тях. По това време все още съществува надеждата да бъде намерено решение на ситуацията в Полша чрез преговори. На 7 май 1945 година NIE е разпусната и се трансформира в Делегация на въоръжените сили в страната. Тази организация обаче съществува само до 8 август 1945 година, когато е взето решение за нейното разпускане и за прекратяване на партизанската съпротива на полска територия.
През 1945 г. на показен процес в Москва са осъдени 16 лидери на полската тайна държава. Съветският генерал Иван Серов с позволението на Сталин кани на конференция полската правителствената делегация, заедно с повечето членове на Съвета за национално единство и главнокомандващия на Армия Крайова. Обсъжда се тяхното евентуално участие във временно правителство със съветска подкрепа. Дадени са им гаранции за безопасност, но са арестувани от НКВД в Прушков. На 27 март са арестувани Леополд Окулицки, Ян Янковски и Кажимеж Пузак, а на другия ден още 12 души. А. Зверински е арестуван по-рано. Те са докарани в Москва и разпитани в Лубянка. След няколко месеца на брутални разпити и мъчения са изправени на съд с фалшиви обвинения в „сътрудничество с Нацистка Германия“ и „планиране на военен съюз с Нацистка Германия“.
Първото полско комунистическо правителство, Полския комитет за национално освобождение, е създадено през юли 1944 година. То отказа да поеме отговорност за войниците на Армия Крайова. Впоследствие, за повече от година с тях се занимават съветски организации като НКВД. В края на войната приблизително 60 000 войника от АК са арестувани, а 50 хиляди депортирани в съветските лагери и затвори. Повечето от тези войници са пленени от Червената армия по време или след Операция „Буря“, когато много единици на АК се опитват да си сътрудничат с руснаците за едно национално въстание срещу германците. Други ветерани са арестувани, когато решават да се обърнат към правителството след обещана амнистия. През 1947 г. амнистията е обявена за повечето от партизаните. Комунистическите власти очакват около 12 хиляди души да поставят оръжие, но реалният брой на хората, които излизат от горите, достига 53 000. Много от тях са арестувани въпреки обещанията за свобода. След поредица подобни акции множество войници на АК губят доверие в правителството.
Третата организация на АК е Свобода и независимост. Нейната първоначална цел отново не е въоръжената борба. Организацията е създадена в помощ на войници от АК, а целта ѝ е да улесни прехода им от живота на партизани в живот като цивилни граждани. Преследванията на комунистическото правителство срещу ветерани от армията обаче придобиват все по-големи мащаби, което поражда необходимостта от секретна и конспиративна съпротивителна дейност. Организацията се нуждае от голямо финансиране, за да плаща за фалшиви документи и да осигурява храна на партизаните, много от които са изгубили домовете си и всичките си спестявания по време на войната. Разглеждани като врагове от държавата, гладни и издигащи на висок глас призив за въоръжена съпротива срещу съветската армаия и нейните полски сътрудници, членовете Свобода и независимост далеч не са ефективни в тези дейности. През втората половина на 1945 г. НКВД и новосъздадената полска тайна полиция печелят значима победа, като успяват да убедят няколко лидери на АК и Свобода и независимост, че наистина искат да предложат амнистия на членовете на АК. Само за няколко месеца успяват да получат информация за огромен брой хора и ресурси на двете организации. Няколко месеца по-късно, когато лидерите на АК и СН са арестувани, те осъзнават грешката си, но организацията вече е осакатена, а хиляди нейни членове арестувани. Основният период на съществуване на СН продължава до 1947 година, но тя е изцяло разпусната през 1952 г.

### Преследване
НКВД и полската тайна полиция използват брутална сила и заблуда, за да елиминират тайната съпротива. През есента на 1946 г. група от 100 – 200 войника от Националните въоръжени сили е вкарана в капан и избита. През 1947 г. полковник Юлия Бристигер (с псевдоним Кървава луна) от министерството на обществената сигурност обявява на тайна среща, че „терористите и политическия ъндърграунд вече не представляват заплаха“, макар в университетите, учрежденията и фабриките все още да се „откриват и неутрализират“ класови врагове.
Преследването на членовете на АК е само част от сталинисткия терор в следвоенна Полша. Между 1944 – 1956 година са арестувани приблизително 300 000 поляци, а според някои статистики броят им достига до 2 милиона. Произнесени са 6000 смъртни присъди, като повечето от тях са изпълнени. Над 20 000 души умират в комунистически затвори, включително и тези екзекутирани в името на „върховенството на закона“ като Витолд Пилецки, герой от Аушвиц. Още 6 милиона полски граждани (тоест един от трима възрастни поляци) са класифицирани като заподозрени в реакционна и криминална дейност и стават обект на разследване от страна на властите. По време на Полския октомври през 1956 г. политическата амнистия освобождава 35 хиляди бивши войници от затвора. Някои партизани остават в горите, нежелаейки или просто не можейки да се присъединят към местните общества. Прокълнатият войник Станислав Мархевка с псевдоним „Риба“ е убит през 1957, а последният партизанин на АК, Юзеф Франчак с псевдоним Лялек, е убит през 1963 година – почти две десетилетия след края на Втората световна война. През 1967 година, дълго след края на сталинисткия терор, е ликвидиран Адам Боричка, последният член на „Cichociemni“ или „Тихите и скритите“ – диверсионна група, обучена от британците. До края на съществуването на Полската народна република бившите войници от Армия Крайова са под постоянното наблюдение на тайната полиция. Едва след падането на комунизма през 1989 година обвиненията срещу тях са свалени и анулирани от полския закон.

## Големи операции и акции
Най-голямата битка в историята на Националния военен съюз се провежда на 6 – 7 май 1945 година в село Курильовка в югоизточна Полша. Битката при Курильовка се води с части на съветския втори граничен полк на НКВД и завършва с победа на поляците, водени от майор Франчишек Пшишенжняк с псевдоним „Марек“. Антикомунистическите бойци убиват над 70 руски агента. Войските на НКВД отстъпват бързо, а по-късно се появяват в селото и го изгарят до основи за отмъщение, унищожавайки повече от 730 сгради.
На 21 май 1945 година тежковъоръжена единица на Армия Крайова, водена от полковник Едвард Василевски, атакува и унищожава лагер на НКВД, намиращ се в Рембертов в източните покрайнини на Варшава. Руснаците хвърлят в затвора хиляди полски граждани, включително членове на АК

### Отмъщение
Една от най-големите комунистически антипартизански операции се провежда между 10 и 25 юни 1945 година в района на Сувалки и Аугустов. Аугустовският арест (на полски: Obława augustowska) е масова обща операция на батальони на червената армия, НКВД и СМЕРШ, подпомагани от отряди на полската тайна полиция и полската народна армия, срещу войниците от Армия Крайова. Съветската операция се простира и на територията на Литва. Повече от 2000 заподозрени антикомунистически полски бойци са пленени и изпратени в руски лагери. Около 600 от заловените липсват и се предполага, че са умрели в руския арест, а техните тела са изгорени в неизвестни масови гробове на днешната територия на Русия. Полският Институт за национална памет обявява, че аугустовският арест е „най-голямото престъпление извършено от руснаците на полска земя след Втората световна война“.